# Lätt tungvikt i grekisk-romersk stil i brottning vid olympiska sommarspelen 1988
Herrarnas brottningsturnering i grekisk-romersk stil i viktklassen lätt tungvikt vid olympiska sommarspelen 1988 avgjordes i Seongnam i Sangmu Gymnasium. 

## Medaljörer
| Klass         | Guld                       | Silver                  | Brons                          |
| Lätt tungvikt | Atanas Komchev · Bulgarien | Harri Koskela · Finland | Vladimir Popov · Sovjetunionen |

## Resultat
- TO — Vinst genom fall
- SP — Vinst genom överlägsenhet, 12-14 poängs skillnad, förloraren med poäng
- SO — Vinst genom överlägsenhet, 12-14 poängs skillnad, förloraren utan poäng
- ST — Vinst genom teknisk överlägsenhet, 15 poäng skillnad
- PP — Vinst genom poäng, förloraren med tekniska poäng
- PO — Vinst genom poäng, förloraren utan tekniska poäng
- PA — Vinst genom att motståndaren skadas
- DQ — Vinst genom förverkande
- D2 — Båda brottarna diskvalificerade på grund av passivitet  (0-0 poäng)
- DNA — Dök inte upp
- L — Förluster
- ER — Elimineringsrunda
- CP — Klassificeringspoäng
- TP — Tekniska poäng

- PA — Vinst genom att motståndaren skadats

### Elimineringsrunda

#### Pool A
| L        |                           | CP       | TP       |                           | L        |          |
| Omgång 1 | Omgång 1                  | Omgång 1 | Omgång 1 | Omgång 1                  | Omgång 1 | Omgång 1 |
| -------- | ------------------------- | -------- | -------- | ------------------------- | -------- | -------- |
| 0        | Franz Pitschmann (AUT)    | 4-0 TF   | 4:47     | Andrzej Malina (POL)      | 1        |          |
| 1        | Yasutoshi Moriyama (JPN)  | 0-3 PO   | 0-2      | Atanas Komchev (BUL)      | 0        |          |
| 1        | Samba Adama (MTN)         | 0-4 TF   | 2:45     | Georgios Pikilidis (GRE)  | 0        |          |
| 0        | Christer Gulldén (SWE)    | 3-0 P1   | 3:24     | Jean-François Court (FRA) | 1        |          |
| 0        | Even Bernshtein (ISR)     | 3-1 PP   | 11-8     | Kamal Ibrahim (EGY)       | 1        |          |
| 0        | Roberto Leitao (BRA)      |          |          | Bye                       |          |          |
| Omgång 2 |                           |          |          |                           |          |          |
| 1        | Roberto Leitao (BRA)      | 0-3.5 SO | 0-14     | Franz Pitschmann (AUT)    | 0        |          |
| 1        | Andrzej Malina (POL)      | 3-0 PO   | 2-0      | Yasutoshi Moriyama (JPN)  | 2        |          |
| 0        | Atanas Komchev (BUL)      | 4-0 TF   | 1:10     | Samba Adama (MTN)         | 2        |          |
| 1        | Georgios Pikilidis (GRE)  | 1-3 PP   | 1-5      | Christer Gulldén (SWE)    | 0        |          |
| 1        | Jean-François Court (FRA) | 3-0 P1   | 4:02     | Even Bernshtein (ISR)     | 1        |          |
| 1        | Kamal Ibrahim (EGY)       |          |          | Bye                       |          |          |
| Omgång 3 |                           |          |          |                           |          |          |
| 1        | Kamal Ibrahim (EGY)       | 4-0 ST   | 17-0     | Roberto Leitao (BRA)      | 2        |          |
| 1        | Franz Pitschmann (AUT)    | 1-3 PP   | 2-12     | Atanas Komchev (BUL)      | 0        |          |
| 2        | Andrzej Malina (POL)      | 0-3 PO   | 0-1      | Christer Gulldén (SWE)    | 0        |          |
| 1        | Georgios Pikilidis (GRE)  | 3-0 P1   | 5:13     | Jean-François Court (FRA) | 2        |          |
| 1        | Even Bernshtein (ISR)     |          |          | Bye                       |          |          |
| Omgång 4 |                           |          |          |                           |          |          |
| 2        | Even Bernshtein (ISR)     | 0-3 P1   | 5:26     | Franz Pitschmann (AUT)    | 1        |          |
| 2        | Kamal Ibrahim (EGY)       | 0-3 PO   | 0-9      | Georgios Pikilidis (GRE)  | 1        |          |
| 0        | Atanas Komchev (BUL)      | 3-0 PO   | 4-0      | Christer Gulldén (SWE)    | 1        |          |
| Omgång 5 |                           |          |          |                           |          |          |
| 2        | Franz Pitschmann (AUT)    | 1-3 PP   | 1-3      | Christer Gulldén (SWE)    | 1        |          |
| 0        | Atanas Komchev (BUL)      | 3-1 PP   | 6-3      | Georgios Pikilidis (GRE)  | 2        |          |

| Brottare                  | L | ER | CP   |
| ------------------------- | - | -- | ---- |
| Atanas Komchev (BUL)      | 0 | -  | 16   |
| Christer Gulldén (SWE)    | 1 | -  | 12   |
| Franz Pitschmann (AUT)    | 2 | 5  | 12.5 |
| Georgios Pikilidis (GRE)  | 2 | 5  | 12   |
| Kamal Ibrahim (EGY)       | 2 | 4  | 5    |
| Even Bernshtein (ISR)     | 2 | 4  | 3    |
| Andrzej Malina (POL)      | 2 | 3  | 3    |
| Jean-François Court (FRA) | 2 | 3  | 3    |
| Roberto Leitao (BRA)      | 2 | 3  | 0    |
| Yasutoshi Moriyama (JPN)  | 2 | 2  | 0    |
| Samba Adama (MTN)         | 2 | 2  | 0    |

#### Pool B
| L        |                            | CP       | TP       |                            | L        |          |
| Omgång 1 | Omgång 1                   | Omgång 1 | Omgång 1 | Omgång 1                   | Omgång 1 | Omgång 1 |
| -------- | -------------------------- | -------- | -------- | -------------------------- | -------- | -------- |
| 1        | Moustapha Guèye (SEN)      | 0-4 TF   | 1:12     | Vladimir Popov (URS)       | 0        |          |
| 1        | Bernard Ban (YUG)          | 0-3 PO   | 0-4      | Harri Koskela (FIN)        | 0        |          |
| 0        | Sándor Major (HUN)         | 3-0 PO   | 3-0      | Um Jin-Han (KOR)           | 1        |          |
| 0        | Olaf Koschnitzke (GDR)     | 4-0 TF   | 4:20     | Michial Foy (USA)          | 1        |          |
| 1        | Charles Cox (CAN)          | 0-4 ST   | 0-16     | Andreas Steinbach (FRG)    | 0        |          |
| 0        | Jean-Baptiste Youmbi (CMR) |          |          | Bye                        |          |          |
| Omgång 2 |                            |          |          |                            |          |          |
| 0        | Jean-Baptiste Youmbi (CMR) | 3-1 PP   | 11-5     | Moustapha Guèye (SEN)      | 2        |          |
| 0        | Vladimir Popov (URS)       | 4-0 ST   | 15-0     | Bernard Ban (YUG)          | 2        |          |
| 0        | Harri Koskela (FIN)        | 3-1 PP   | 3-2      | Sándor Major (HUN)         | 1        |          |
| 2        | Um Jin-Han (KOR)           | 0-3 PO   | 0-4      | Olaf Koschnitzke (GDR)     | 0        |          |
| 1        | Michial Foy (USA)          | 4-0 TF   | 0:19     | Charles Cox (CAN)          | 2        |          |
| 0        | Andreas Steinbach (FRG)    |          |          | Bye                        |          |          |
| Omgång 3 |                            |          |          |                            |          |          |
| 0        | Andreas Steinbach (FRG)    | 3-0 P1   | 4:30     | Jean-Baptiste Youmbi (CMR) | 1        |          |
| 1        | Vladimir Popov (URS)       | 1-3 PP   | 1-4      | Harri Koskela (FIN)        | 0        |          |
| 1        | Sándor Major (HUN)         | 3-1 PP   | 13-9     | Olaf Koschnitzke (GDR)     | 1        |          |
| 1        | Michial Foy (USA)          |          |          | Bye                        |          |          |
| Omgång 4 |                            |          |          |                            |          |          |
| 2        | Michial Foy (USA)          | 1-3 PP   | 5-15     | Andreas Steinbach (FRG)    | 0        |          |
| 2        | Jean-Baptiste Youmbi (CMR) | 0-4 TF   | 1:11     | Harri Koskela (FIN)        | 0        |          |
| 1        | Vladimir Popov (URS)       | 3-0 PO   | 4-0      | Sándor Major (HUN)         | 2        |          |
| 1        | Olaf Koschnitzke (GDR)     |          |          | Bye                        |          |          |
| Omgång 5 |                            |          |          |                            |          |          |
| 2        | Olaf Koschnitzke (GDR)     | 0-4 TF   | 2:52     | Vladimir Popov (URS)       | 1        |          |
| 1        | Andreas Steinbach (FRG)    | 1-3 PP   | 1-2      | Harri Koskela (FIN)        | 0        |          |
| Omgång 6 |                            |          |          |                            |          |          |
| 2        | Andreas Steinbach (FRG)    | 0-3 PO   | 0-3      | Vladimir Popov (URS)       | 1        |          |
| 0        | Harri Koskela (FIN)        |          |          | Bye                        |          |          |

| Brottare                   | L | ER | CP |
| -------------------------- | - | -- | -- |
| Harri Koskela (FIN)        | 0 | -  | 16 |
| Vladimir Popov (URS)       | 1 | -  | 19 |
| Andreas Steinbach (FRG)    | 2 | 6  | 11 |
| Olaf Koschnitzke (GDR)     | 2 | 5  | 8  |
| Sándor Major (HUN)         | 2 | 4  | 7  |
| Michial Foy (USA)          | 2 | 4  | 5  |
| Jean-Baptiste Youmbi (CMR) | 2 | 4  | 3  |
| Moustapha Guèye (SEN)      | 2 | 2  | 1  |
| Charles Cox (CAN)          | 2 | 2  | 0  |
| Um Jin-Han (KOR)           | 2 | 2  | 0  |
| Bernard Ban (YUG)          | 2 | 2  | 0  |

### Slutkamper
|                          | CP        | TP        |                         |           |
| 7:e plats                | 7:e plats | 7:e plats | 7:e plats               | 7:e plats |
| ------------------------ | --------- | --------- | ----------------------- | --------- |
| Georgios Pikilidis (GRE) | 0-4 DQ    |           | Olaf Koschnitzke (GDR)  |           |
| 5:e plats                |           |           |                         |           |
| Franz Pitschmann (AUT)   | 0-3 P1    | 4:43      | Andreas Steinbach (FRG) |           |
| Bronsmatch               |           |           |                         |           |
| Christer Gulldén (SWE)   | 0-4 TF    | 1:36      | Vladimir Popov (URS)    |           |
| Final                    |           |           |                         |           |
| Atanas Komchev (BUL)     | 3-0 PO    | 4-0       | Harri Koskela (FIN)     |           |